# Franz Schmidt (Politiker, 1818)
Ernst Friedrich Franz Schmidt (* 28. November 1818 in Niedersalzbrunn, Landkreis Waldenburg, Provinz Schlesien; † 29. März 1853 in Matanzas, Kuba) war ein deutsch-katholischer Theologe und Mitglied der Frankfurter Nationalversammlung.

## Leben
Schmidt war der Sohn eines Bauerngutsbesitzers, Ernst Gottlieb Schmidt aus Niedersalzbrunn. Er besuchte die Volksschule in Stuttgart und das evangelische Gymnasium in Liegnitz. Nach dem Abitur studierte er ab 1840 Evangelische Theologie in Breslau und Halle. 1840 wurde er Mitglied der „Raczeks“ und 1842 der Alten Halleschen Burschenschaft.
Von 1846 bis 1849 war er deutsch-katholischer Prediger in Löwenberg, von 1849 bis 1850 in Elgg bei St. Gallen.
1848 wurde er als Abgeordneter des schlesischen Wahlbezirks 5 (Löwenberg) in die Frankfurter Nationalversammlung gewählt, wo er dem Stuttgarter Rumpfparlament angehörte. Er war Mitglied der Fraktion Donnersberg und stimmte gegen die Wahl Friedrich Wilhelms IV. zum deutschen Kaiser.
Mai–Juni 1849 Teilnehmer am badisch-pfälzischen Aufstand. Flüchtete in die Schweiz. Anklage im Oktober 1849 wegen Hochverrats in Löwenberg und in Abwesenheit zu zehn Jahren Zuchthaus verurteilt. 1851 Freispruch nach Anklage wegen Teilnahme am Rumpfparlament in Liegnitz. Vom Schwurgericht Zweibrücken 1851 wegen Hoch- und Landesverrat sowie Rebellion verurteilt zum Tode in Abwesenheit.
In Milwaukee nahm er an der Turner- und Arbeiterbewegung von 1850 bis 1853 teil. Schmidt war Gründer des Freimännervereins in St. Louis (1850–1853).
Der an Tuberkulose schwer erkrankte Schmidt starb 1853 während einer Kurreise auf Kuba.
Ab 1850 war er mit einer Tochter des Politikers Theodor Schuster verheiratet.

## Werke
- Ihr sollt vollkommen sein! Eine Predigt für die allgemeine christliche Kirche. In: Der Bote aus dem Katzbachthale. Nr. 2/3 August 1845
- Eine Predigt und deren Denunciation. Veröffentlicht von Franz Schmidt, Candidat des evangelischen Predigt-Amts.  H. d'Oench, Liegnitz 1846
- Über das Verhältnis der christkatholischen Kirche zu irdischen Leben. In: Ottomar Behnsch (Hrsg.): Für Christkatholisches Leben. Materialien zur Geschichte der christkatholischen Kirche. August Schulz & Comp., Band 3, Breslau 1847, S. 194–198 Digitalisat
- Die vier Evangelien zu übersichtlicher Vergleichung für alle denkende Menschen. Mit einer Charte von Palästina hrsg. und mit Bemerkungen versehen. Ostrowo, Breslau 1848
- Ihr könnet nicht Gott dienen und dem Mammon! Predigt. Selbstverlag. Druck  A. R. Rauert, Löwenberg 1848
- Heimkehr vom Himmel zur Erde. Ein Buch für freie Christen. Lumbrecht und Comp., Stuttgart 1851 Digitalisat
- (Hrsg.): Freie Blätter. Organ für religiöse Aufklärung. St. Louis. Mo. 18. März 1851 – 5. März 1853
- Lebt Wohl! In: Anzeiger des Westens. St. Louis, Mo. 12. Januar 1853